# Ronde van Nederland 1987
De 27e editie van de Ronde van Nederland ging op 17 augustus 1987 van start in Bergen op Zoom. Na 5 etappes werd op 22 augustus in Gulpen gefinisht. De ronde werd gewonnen door Teun van Vliet.

## Eindklassement
Teun van Vliet werd winnaar van het eindklassement van de Ronde van Nederland van 1987 met een voorsprong van 26 seconden op de Belg Marc Sergeant.
| Rang | Renner              | Land      | Tijd       |
| ---- | ------------------- | --------- | ---------- |
| 1    | Teun van Vliet      | Nederland | 22u 22'45" |
| 2    | Marc Sergeant       | België    | + 0'26"    |
| 3    | Adrie van der Poel  | Nederland | + 0'35"    |
| 4    | Mathieu Hermans     | Nederland | + 0'44"    |
| 5    | Edwig Van Hooydonck | België    | + 0'54"    |
| 6    | Guy Nulens          | België    | + 1'05"    |
| 7    | Gert-Jan Theunisse  | Nederland | + 1'13"    |
| 8    | Gert Jakobs         | Nederland | + 4'17"    |
| 9    | Christophe Lavainne | Frankrijk | + 4'22"    |
| 10   | Peter Harings       | Nederland | + 6'45"    |

## Etappe-overzicht
| Etappe  | Van - naar              | Km         | Etappewinnaar        |
| ------- | ----------------------- | ---------- | -------------------- |
| Proloog | Bergen op Zoom          | 3,5        | Jelle Nijdam         |
| 1       | Bergen op Zoom - Huizen | 218        | Teun van Vliet       |
| 2       | Huizen - Almelo         | 207        | Marc Sergeant        |
| 3       | Almelo - Groningen      | 190        | Jean-Paul van Poppel |
| 4a      | Apeldoorn - Nijmegen    | 117        | Mathieu Hermans      |
| 4b      | Wijchen - Nijmegen      | 14,3 (TTT) | Edwig Van Hooydonck  |
| 5       | Maastricht - Gulpen     | 197        | Laurent Fignon       |

1948 · 1949 · 1950 · 1951 · 1952 · 1953 · 1954 · 1955 · 1956 · 1957 · 1958 · 1959 · 1960 · 1961 · 1962 · 1963 · 1964 · 1965 · 1966 · 1967 · 1968 · 1969 · 1970 · 1971 · 1972 · 1973 · 1974 · 1975 · 1976 · 1977 · 1978 · 1979 · 1980 · 1981 · 1982 · 1983 · 1984 · 1985 · 1986 · 1987 · 1988 · 1989 · 1990 · 1991 · 1992 · 1993 · 1994 · 1995 · 1996 · 1997 · 1998 · 1999 · 2000 · 2001 · 2002 · 2003 · 2004 · 2005 · 2006 · 2007 · 2008 · 2009 · 2010 · 2011 · 2012 · 2013 · 2014 · 2015 · 2016 · 2017 · 2018 · 2019 · 2020 · 2021 · 2022 · 2023 · 2024